# Zeid Andersson

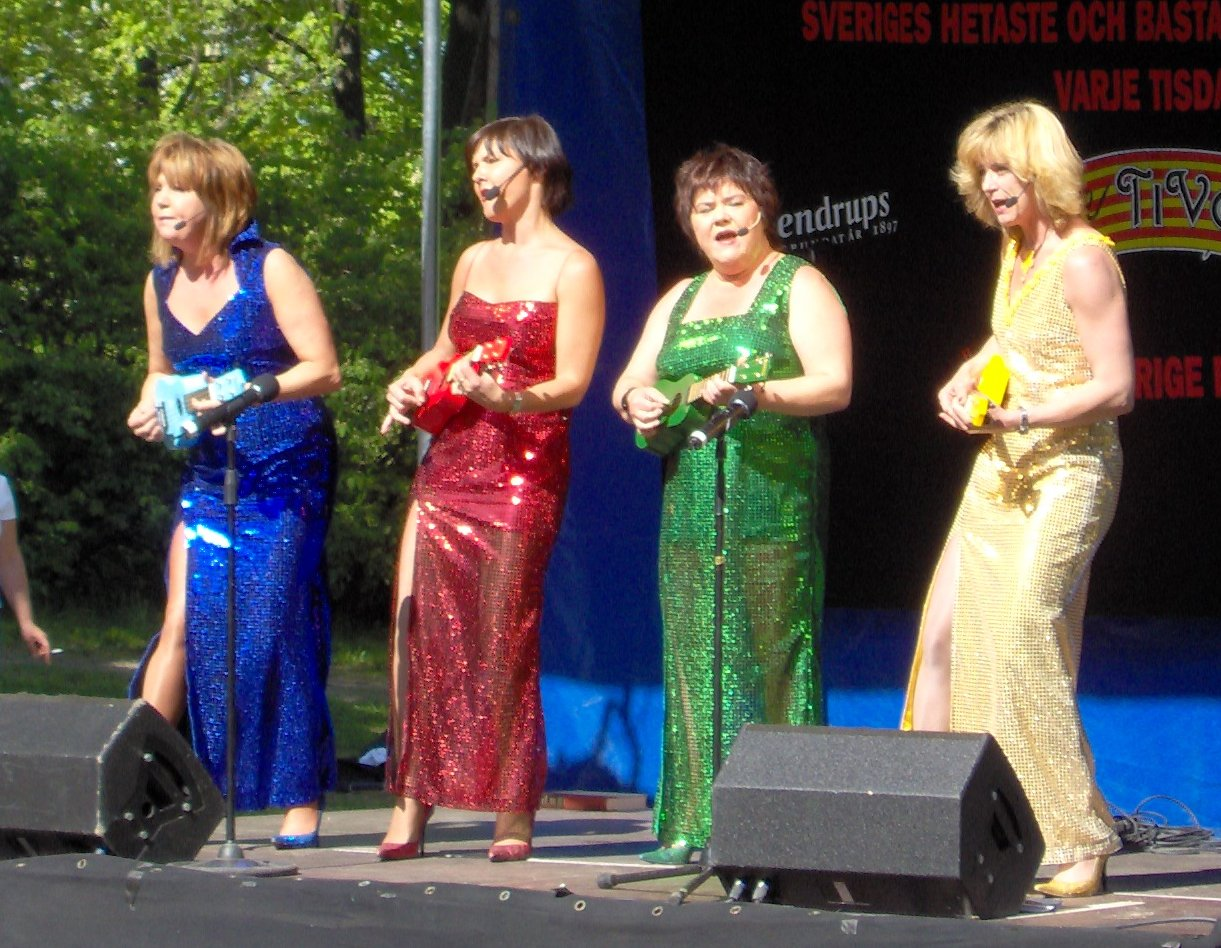
Zeid Andersson (i blått) i gruppen En liten jävla kvinnorörelse vid Skrattstock 2006.

Zeid Monica Anita Andersson Sjöström , född 3 juni 1956 i Malmö Sankt Pauli församling, Malmöhus län, är en svensk sångare och komiker. Hon växte upp i Helsingborg men är utbildad vid Calle Flygare Teaterskola i Stockholm.

## Biografi
Andersson var med och bildade showtrion Crème Fraiche som fortfarande är aktiv. Crème Fraiche anlitades flitigt i krogshower tillsammans med bland andra Bosse Parnevik och Siw Malmkvist. Zeid Andersson har spelat revy på Nöjesteatern i Malmö och Sagateatern i Linköping och varit fältartist i Bosnien.
Andersson är också känd som ståuppkomiker och har medverkat i bl.a. Stockholm Live.

## Teater

### Roller
- 1987 – Medverkande i Parneviks Oscarsparty, revy av Bosse Parnevik, regi Yngvar Numme, Oscarsteatern[3]

### Fotnoter
1. 1 2  Sveriges befolkning 2000, Sveriges Släktforskarförbund, 2020, läst: 29 maj 2023.[källa från Wikidata]
2. ↑  Sveriges befolkning
2000:
Andersson Sjöström, Zeid Monica Anita
(1956-06-03)
Försäkringskassan, uttag avseende 20001231 (2014)
3. ↑  Per Mortensen (10 september 1987). ”Parneviks Oscarsparty säker succé”. Dagens Nyheter:  s. 28. http://arkivet.dn.se/arkivet/tidning/1987-09-10/245/28. Läst 22 augusti 2015.